# Mikael Lindström
Jan-Mikael Lindström, född 1944 i Solna församling, är en svensk  diplomat och affärskonsult. Efter juristexamen och filosofie kandidatexamen (i nationalekonomi och statsvetenskap) i Uppsala och LL.M. examen vid Norhwestern University School of Law i USA (Fulbright scholar, Ford Foundation Fellow in International Law) anställdes Lindström i Utrikesdepartementet 1970. Han har bland annat tjänstgjort i Paris, Washington, D.C. och Genève.
Lindström var ambassadör i Jakarta 1994-1998, i Tokyo 2002-2006 och i Peking 2006-2010 med sidoackreditering till Ulan Bator. Under 1998-2002 var han först kanslichef hos handelsminister Leif Pagrotsky och  sedan chefssamordnare av utrikesförvaltningens handels- och investeringsfrämjande verksamhet. Lindström var avslutningsvis rådgivare hos handelsminister Ewa Björling 2010-2011. 2011-2013 var han senior avisor hos Kreab AB. Sedan 2013 är han senior rådgivare på affärssutvecklingsbyrån Six Year Plan AB och 2011-2020 hos Huawei och verkar även genom den egna konsultfirman Sweden Asia Consulting AB.